# Hans Wölffer
Hans Wölffer (* 1904 in Schleswig; † 1976 in Frankreich) war ein deutscher Theaterleiter, Regisseur und Intendant.

## Leben
Hans Wölffer war über das Stadttheater Hamburg-Altona, wo er als Kapellmeister tätig war, nach Berlin gekommen. Die jüdischen Direktoren Alfred und Fitz Rotter hatten ihn 1932 an das Theater des Westens geholt. Nach der Machtergreifung der Nationalsozialisten setzten sich die Brüder Rotter 1933 nach Liechtenstein ab und Hans Wölffer wurde unversehens Treuhänder und Interimsdirektor am Haus. Wenige Wochen danach übernahm er die Leitung des Deutschen Künstlertheaters (dessen jüdischer Direktor Eugen Robert ebenfalls hatte fliehen müssen). 1934 übernahm er die Leitung des Komödienhauses und der von Max Reinhardt begründeten Komödie und Theaters am Kurfürstendamm. Um seine Zulassung als Theaterleiter nicht zu gefährden, wurde ihm nahegelegt, in die NSDAP einzutreten. Nach einigen negativen Erfahrung mit der Zensur des Naziregimes, gab er diesem Drängen 1937 nach, scheinbar ohne den Antrag jemals zu unterschreiben. Dies bestätigte die langjährige Sekretärin Wölffers, Brigitte Wertheim. Tatsächlich ist der Mitgliedsantrag im Bundesarchiv Berlin, Mitgliederkartei der NSDAP, nicht auffindbar.
Nach 1945 leitete er zunächst mehrere kleine Bühnen in Hamburg, bevor er 1949 nach Berlin zurückkehrte, um erneut die Komödie zu übernehmen. 1961 kam das Theater des Westens hinzu, das er mit der deutschsprachigen Erstaufführung von My Fair Lady eröffnete.

## Familie
Hans Wölffer war zweimal verheiratet. Aus der Ehe mit der Schauspielerin Else Boy stammten die Söhne Jürgen und Christian Wölffer (1942–2015), die ab 1964 gemeinsam mit ihrem Vater die Direktion der Komödie und des Theaters am Kurfürstendamm übernahmen. Nach seiner Scheidung heiratete er die Schauspielerin Ingeborg Körner.